# Hôtel de ville de Lamentin
L'hôtel de ville de Lamentin est la mairie de la commune de Lamentin située sur l'île de Basse-Terre dans le département de la Guadeloupe en France. Œuvre de l'architecte Ali Tur réalisée en 1931, le bâtiment est classé aux monuments historiques en 2017.

## Historique
L'ancienne mairie de la ville est fortement endommagée par l'ouragan Okeechobee en septembre 1928 et doit être détruite. Le Ministère des Colonies confie à l'architecte Ali Tur la reconstruction des principaux bâtiments gouvernementaux de l'île, en particulier ceux de Lamentin, une commune qui a été très touchée par le cyclone. L'ensemble des édifices sont à reconstruire et Ali Tur s'attache tout particulièrement à l'homogénéité urbanistique et de style dans le centre-ville de Lamentin qui regroupe la plus forte densité de ses œuvres construites en Guadeloupe (la mairie, la justice de paix, le groupe scolaire, les square et monument aux morts mais aussi le marché, la maison mortuaire, l'église de la Sainte-Trinité et son presbytère). Les travaux sont terminés en 1931.
L'hôtel de ville est inscrit le 28 août 2009 (annulé) puis classé aux monuments historiques par l'arrêté du 8 juin 2017. Du fait de son époque de construction il bénéficie également du label « Patrimoine du XXe siècle ».

## Architecture
Le bâtiment est composé d'un corps central portant deux avant-corps latéraux symétriques et d'une loggia utilisé en porche d'entrée. A l'étage, un long balcon domine la façade avant dans le modèle d'un édifice précédent construit vers 1906 et détruit par l'ouragan Okeechobee en septembre 1928.